# شعر غنایی
شعر غنایی در لغت به معنای آواز خوانی، سرود و نغمه است و در اصطلاح به شعری گفته می‌شود که بیان‌گر عواطف و احساسات شخصی شاعر باشد. اینگونه اشعار بیشتر به صورت کوتاه بیان می‌شوند. منظومه شعر ویس و رامین یا خسرو و شیرین از جمله اشعار غنایی محسوب می‌شوند.